# Natassha McDonald
Natassha McDonald (27 de enero de 1997) es una deportista de Canadá que compite en atletismo. Ganó una medalla de bronce en el Campeonato Mundial de Atletismo Sub-20 de 2016, en la prueba de 4 × 400 m.